# سایه امپراتور
سایه امپراتور و نام دوم آن افسانه شجاعان و شگفت‌انگیزها(انگلیسی: The Emperor's Shadow / Legends of the Brave and the Amazing) یک فیلم است که در سال ۲۰۲۱ منتشر شد. از بازیگران آن می‌توان به جیانگ ون و گه یو اشاره کرد.
داستان فیلم از جای شروع می‌شود که از بازیگران سریال افسانه شجاعان و شخصیت آواتار و چند شخصیت مورتال کامبت: سابزرو - اسکورپیون - رایدن - سونیا - جانی کیج - نوب سایبات و چند شخصیت دیگر

## Quality
۱. کیفیت نوع اول (8K 120FPS) 11.30GB
۲. کیفیت نوع دوم (4K 90FPS) 8.12GB
۳. کیفیت نوع سوم (2K 60FPS) 5.97GB